# Polynoinae
Los polinoineos (Polynoinae) son una de las subfamilias de anélidos poliquetos perteneciente a la familia Polynoidae.

## Géneros
- Acanthicolepis McIntosh, 1900
- Antinoe Kinberg, 1856
- Antinoella Augener, 1928

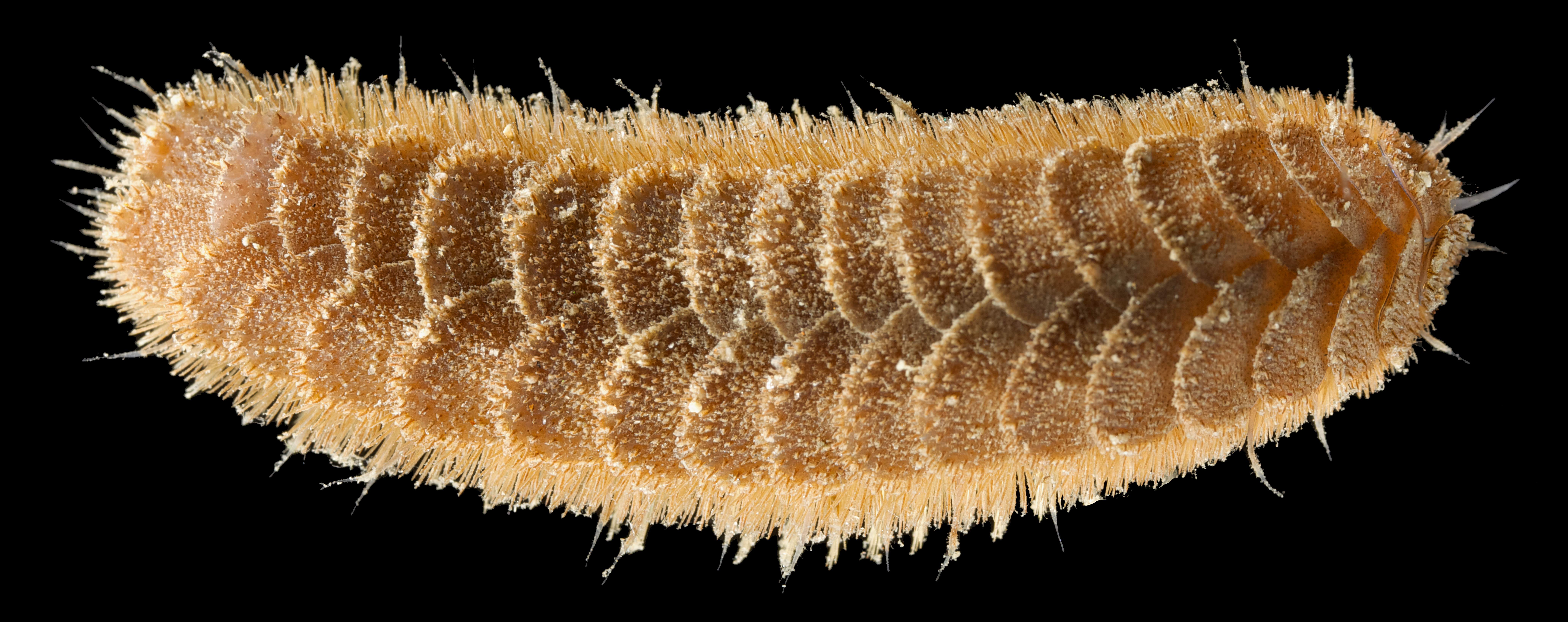
Acanthicolepis

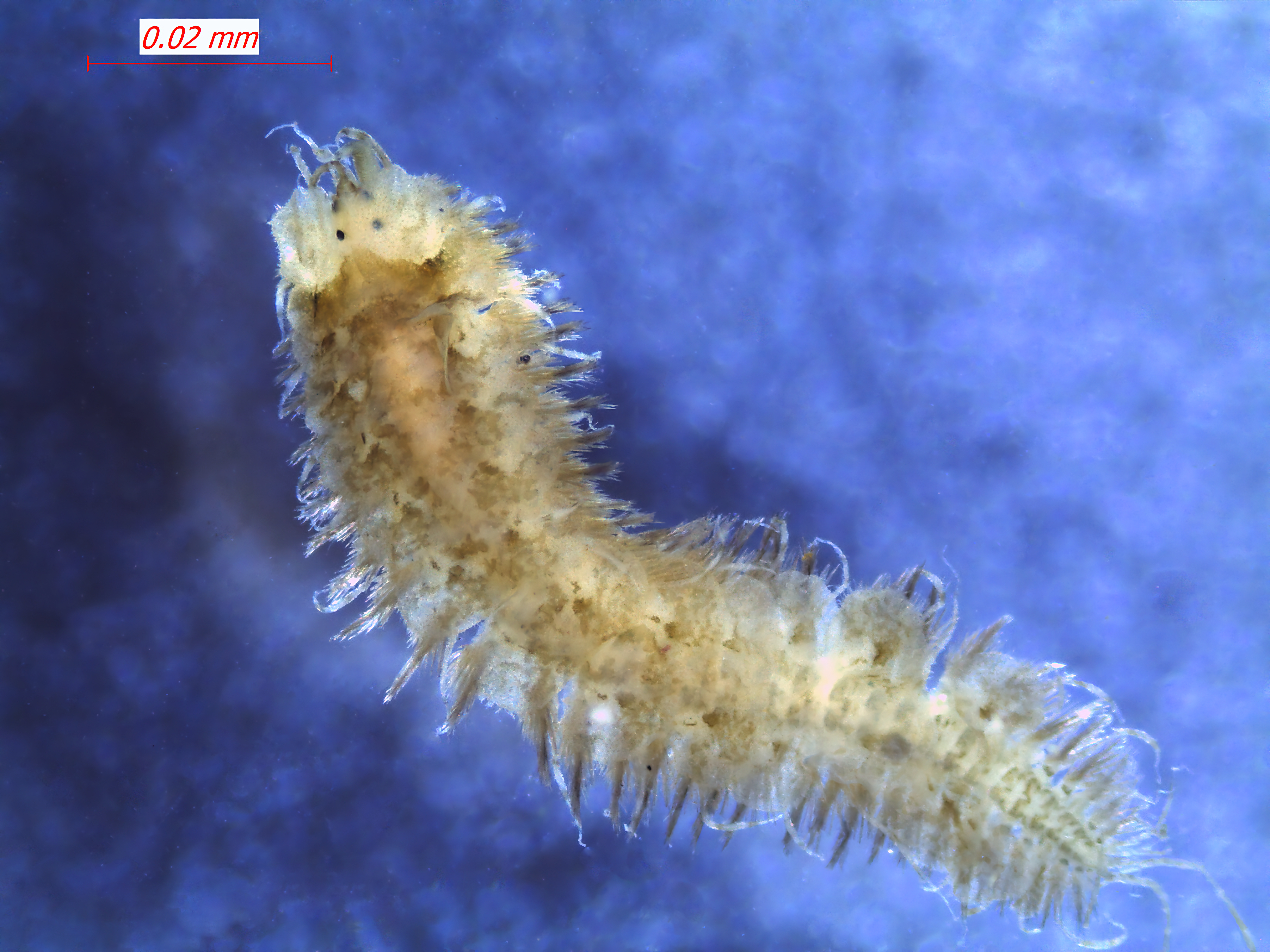
Gattyana

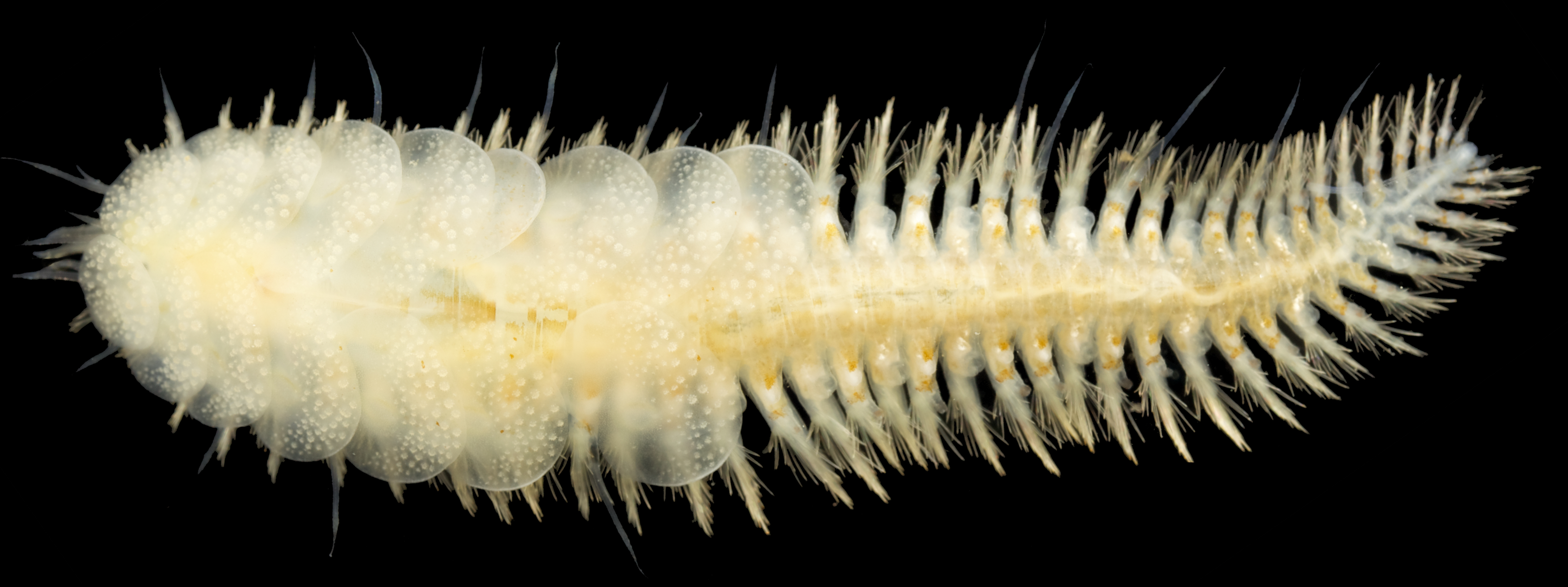
Leucia

- Antipathipolyeunoa Pettibone, 1991
- Arcteobia Annenkova, 1937
- Australonoe Hanley, 1993
- Austrolaenilla Bergström, 1916
- Barrukia Bergström, 1916
- Bathylevensteinia Pettibone, 1976
- Bayerpolynoe Pettibone, 1991
- Benhamisetosus Averintsev, 1978
- Brychionoe Hanley & Burke, 1991
- Bylgides Chamberlin, 1919
- Enipo Malmgren, 1865
- Eucranta Malmgren, 1865
- Eunoe Malmgren, 1865
- Evarnella Chamberlin, 1919
- Gattyana McIntosh, 1900
- Gaudichaudius Pettibone, 1986
- Gorekia Bergström, 1916
- Gorgoniapolynae Pettibone, 1991
- Grubeopolynoe Pettibone, 1969
- Harmothoe Kinberg, 1855
- Hartmania Pettibone, 1955
- Hemilepidia Schmarda, 1861
- Herdmanella Darboux, 1899
- Hermadion Kinberg, 1855
- Hermadionella Uschakov, 1982
- Hesperonoe Chamberlin, 1919
- Heteropolynoe Bidenkap, 1907
- Hololepidella Willey, 1905
- Kermadecella Darboux, 1899
- Lagisca Malmgren, 1865
- Leucia Malmgren, 1867
- Lobopelma Hanley, 1987
- Malmgreniella Hartman, 1967
- Neobylgides Pettibone, 1993
- Neohololepidella Pettibone, 1969
- Neolagisca Barnich & Fiege, 2000
- Neopolynoe Loshamn, 1981
- Ophthalmonoe Petersen & Britayev, 1997
- Paradyte Pettibone, 1969
- Paragattyana Pettibone, 1993
- Parahololepidella Pettibone, 1969
- Paralentia Uschakov, 1982
- Paralepidonotus Horst, 1915
- Paranychia Czerniavsky, 1882
- Phyllantinoe McIntosh, 1876
- Phyllohartmania Pettibone, 1961
- Phyllosheila Pettibone, 1961
- Polyeunoa McIntosh, 1885
- Polynoe Savigny, 1818
- Polynoella McIntosh, 1885
- Robertianella McIntosh, 1885
- Rullieriella Pettibone, 1993
- Scalisetosus McIntosh, 1885
- Tenonia Nichols, 1969
- Tottonpolynoe Pettibone, 1991
- Verrucapelma Hanley & Burke, 1991
- Wilsoniella Pettibone, 1993
- Ysideria Ruff, 1995